# Tuz
Tuz Gölü (turecky Tuz Gölü znamená Slané jezero) je bezodtoké slané jezero mezi provinciemi Ankara, Konya a Aksaray v Turecku. Nachází se v Anatolské vysočině. Rozloha jezera je uváděna 1500 km², ale ve skutečnosti kolísá a dosahuje až 2500 km² (v zimě a na jaře). Jezero leží v nadmořské výšce 935 m, je 80 km dlouhé a 50 km široké. Průměrná hloubka jezera je okolo 2 metrů. Tuz Gölü je v pořadí druhým největším jezerem v Turecku a jedním z největších jezer s vysokým obsahem soli na světě.

## Historie
Jezero bylo známo již v antických dobách. Řecký geograf Strabón jej označuje ve svém díle jako Lacus Tatta neboli jezero Tatta, ležící na pomezí Galacie a Kappadokie.

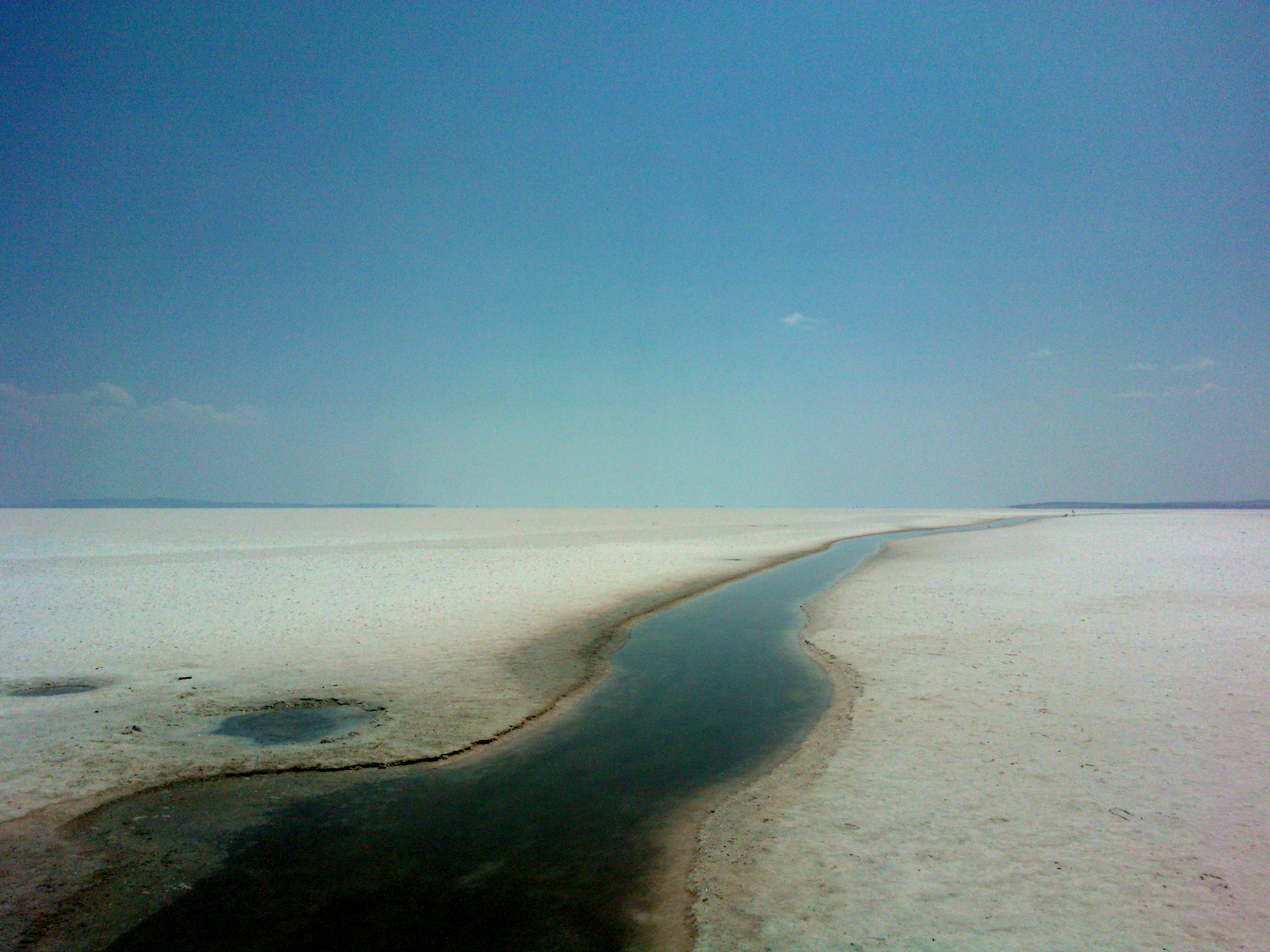
Sůl na povrchu jezera

## Pobřeží
U východního pobřeží probíhá těžba soli. Dno je hlinité. U jižních a západních břehů jsou slaniska.

## Vodní režim
Hladina jezera kolísá během zimy a jara. V létě jezero vysychá a pokrývá se solnou kůrou silnou 2 m.

## Vlastnosti vody
Obsah soli ve vodě je do 34 %. Hlavní složkou je chlorid draselný.